# Robert Gates
Robert "Bob" Michael Gates "Bob Gates" (Wichita, Kansas, 25 de septiembre de 1943) fue el 22.° secretario de Defensa de los Estados Unidos entre 2006 y 2011. Fue director de la Agencia Central de Inteligencia (CIA) entre noviembre de 1991 y enero de 1993. Es afiliado al Partido Republicano de los Estados Unidos.
Se licenció en Historia Europea por la Universidad de Indiana en 1966 y se doctoró en Historia Rusa y Soviética por la Universidad de Georgetown en 1974.

## Biografía

### Carrera en la CIA y el Consejo de Seguridad Nacional
Durante su estancia en la Universidad de Indiana fue reclutado por la Agencia Central de Inteligencia (CIA) y sirvió en la Fuerza Aérea entre 1967 y 1969 como oficial del Comando Estratégico del Aire, antes de trabajar a tiempo completo como analista de Inteligencia. 
En 1974 se integró en el equipo del Consejo de Seguridad Nacional de la Casa Blanca, a las órdenes de Henry Kissinger primero y Brent Scowcroft después, sirviendo durante las administraciones de Richard Nixon y Gerald Ford. Con la llegada del demócrata Jimmy Carter a la presidencia, Gates continuó trabajando en la Casa Blanca, esta vez bajo las órdenes del nuevo consejero de Seguridad Nacional, Zbignew Brzezinski. En esta etapa (1977-1979) colaboró en la redacción de varios informes sobre la situación de Irán. 
En 1979, volvió a la CIA como analista y director del staff ejecutivo del adjunto a dirección. En ese tiempo, junto a otros oficiales y ex oficiales de la CIA descontentos con las políticas de Carter, transmitió a través de William Casey y George Bush, información privilegiada a la campaña electoral del republicano Ronald Reagan, y participó en contactos secretos con oficiales de Inteligencia iraníes para retrasar más allá de la elección presidencial de 1980 la liberación de los 52 rehenes estadounidenses secuestrados en Teherán.
En 1981, se convirtió en asistente ejecutivo del nuevo Director de la CIA, William Casey. Y en 1982, fue nombrado subdirector para Asuntos de Inteligencia, y Casey lo colocó a cargo de la división analítica de la Agencia. En esa responsabilidad, le tocó ajustar los informes de Inteligencia a los deseos políticos de la Casa Blanca. En 1985, por orden de Casey, llevó a cabo una evaluación de Inteligencia sobre un supuesto complot soviético contra el Papa, en la esperanza de producir un documento que minara los esfuerzos diplomáticos del Secretario de Estado George Shultz para mejorar relaciones con Moscú.
Fue ascendido a director adjunto de la CIA en 1986, y tras la dimisión del director William Casey en 1987, el presidente Ronald Reagan nominó a Gates para dirigir la Agencia. Pero el Senado se mostró contrario a su confirmación, y tuvo que retirar su nominación. Esto se debió a que Gates había estado estrechamente relacionado con importantes figuras implicadas en el escándalo Irán-Contras, y a polémicos informes que había redactado en los que aconsejaba que EE. UU. debería intervenir militarmente en Nicaragua para neutralizar al gobierno sandinista enemigo de Washington.
En 1989 el presidente George H. W. Bush lo nombró adjunto al Consejero de Seguridad Nacional Brent Scowcroft. Como número dos del Consejo de Seguridad Nacional, Gates tuvo un papel activo en las decisiones del Gobierno respecto a temas trascendentales de la política exterior como la intervención militar en Panamá, la unificación de Alemania, la configuración de un nuevo tipo de relación con la ya crepuscular URSS, o la respuesta diplomática y militar a Irak tras la invasión de Kuwait.

### Director de la CIA (1991-1993)
George Bush propuso a Gates por segunda vez para director de la CIA en mayo de 1991 para sustituir a William Webster. En esta ocasión sí consiguió la aprobación del Senado después de un duro proceso de confirmación en el que fue acusado por algunos de haber falsificado informes de inteligencia para exagerar la amenaza soviética en los últimos años de la Administración Reagan. Se convirtió así en el primer dirigente de la Agencia Central de Inteligencia que alcanzaba el más alto cargo en el escalafón después de haber comenzado su carrera desde los puestos de base. 
En la CIA se rodeó de hombres de confianza como Robert Kerr o el Almirante William Studeman. Su año y medio como Director fue poco productivo en términos de cambios fundamentales en la cultura burocrática de la Agencia. Estableció varios grupos de estudio y comités para evaluar las prioridades de Inteligencia en la nueva realidad geopolítica posterior a la desintegración de la URSS, y puso el proceso analítico de la Agencia al servicio de la línea estratégica marcada desde la Casa Blanca, mejorando notablemente las relaciones entre la CIA y los consejeros del presidente Bush.
Intensificó los esfuerzos cooperativos con los nuevos servicios de Inteligencia de Rusia, en espacial en lo relativo al intercambio de información sobre terrorismo y tráfico de drogas, y en otoño de 1992 se convirtió en el primer director de la CIA en visitar Moscú.
Fue condecorado con la Medalla de Seguridad Nacional, y la Medalla Distinguida de Inteligencia.

### Carrera académica (1993-2006)
Estuvo al frente de la CIA hasta el 20 de enero de 1993. Con la llegada del demócrata Bill Clinton a la Casa Blanca, salió del Gobierno y emprendió una nueva carrera en el mundo académico. Pronunció charlas sobre Estudios Internacionales en universidades como Johns Hopkins, Yale, Harvard, Georgetown o Vanderbilt y trabajó en el Centro de Programas Internacionales de la Universidad de Oklahoma y la College of William & Mary. 
Entre 1999 y 2001 fue decano de la George Bush School of Government and Public Service de la Texas A&M University. A partir de 2002 se desempeñó como presidente de esta universidad, una de las instituciones universitarias con mayor crecimiento y expansión en las últimas décadas. Bajo la dirección de Robert Gates se puso en marcha el “Visión 2020”, un plan para colocar a la Texas A&M University entre las 10 mejores universidades públicas del país, fomentando la diversidad cultural, creando nuevas facultades y ampliando las instalaciones del centro. 
En 2004 Gates presidió un grupo de trabajo de la Council on Foreign Relations sobre relaciones entre EE. UU. e Irán, entre cuyas recomendaciones se incluya permitir a Irán desarrollar su programa nuclear sólo para uso civil, bajo la condición de que el gobierno de ese país permitiera acceso total e ilimitado al control de sus instalaciones. 
Ese mismo año le fue propuesto por el presidente George W. Bush convertirse en Director Nacional de Inteligencia, un cargo de nueva creación, pero lo rechazó por considerar que no estaban claras sus competencias. El 15 de marzo de 2006 entró a formar parte del Grupo de Estudio sobre Irak, también conocido como Comisión Baker, una comisión bi-partidista para evaluar las políticas de EE. UU. hacia Irak.

### Secretario de Defensa de Estados Unidos (2006-2011)
Tras la dimisión de Donald Rumsfeld, el presidente George W. Bush escogió a Robert Gates para convertirse en el nuevo secretario de Defensa y su nominación fue confirmada por unanimidad por el Senado. Considerado un nombramiento de consenso, Gates estará obligado a lograr la mayor cantidad de resultados en el menor tiempo posible al frente de El Pentágono.
Fue nombrado secretario de Defensa el 18 de diciembre de 2006.
Su llegada al Pentágono coincidió con el anuncio de un cambio de estrategia de EE. UU. en Irak, basado en el envío de tropas adicionales, que logró revertir la espiral de violencia. Y presionó a las autoridades iraquíes para dar pasos hacia la estabilidad política, al tiempo que mantuvo una línea cautelosa sobre los plazos para una futura retirada de tropas.
Emprendió importantes cambios de personal en la estructura civil y militar del Departamento de Defensa. Como resultado del escándalo de negligencia en el centro médico militar Walter Reed en febrero de 2007, Gates anunció la destitución del secretario de la Marina Francis J. Harvey y del general Kevin C. Kiley. En junio de 2007, anunció que no recomendaría la renominación del general Peter Pace como jefe del Estado Mayor Conjunto, por las dificultades que se encontraría en el proceso de confirmación, y propuso en su lugar al almirante Michael Mullen.
Y tras las críticas por el vuelo de un avión que trasladó por error seis bombas atómicas sobre el territorio estadounidense, Gates anunció la renuncia del Secretario de la Fuerza Aérea Michael Wynn, y del jefe de Personal de la Fuerza Aérea Michael Moseley.
El 1 de diciembre de 2008, el presidente-electo Barack Obama confirmó a Robert Gates como secretario de Defensa para su Administración.
En 2011, Gates es sucedido en su cargo por el director de la CIA, Leon Panetta.

## Otros datos
Robert Gates ha sido miembro de los consejos de administración de Fidelity Investments, NACCO Industries, Brinker International, Parker Drilling Company y Science Application International Corporation. También ha participado en los consejos de dirección de American Council on Education, National Association of State Universities and Land-Grant Colleges, y es el actual presidente del National Eagle Scout Association (NESA). 
Casado y con dos hijos, entre las numerosas condecoraciones que ha conseguido por sus servicios destacan la Medalla de Seguridad Nacional y la Medalla Presidencial de la Ciudadanía. También ha sido distinguido en dos ocasiones con la Medalla del Servicio Nacional de Inteligencia. 
En 1996 escribió sus memorias bajo el título ‘Desde las sombras: La historia de cinco presidentes contada desde dentro y cómo ganaron la Guerra Fría’.
La polémica con la supuesta célula terrorista desactivada por los servicios secretos españoles en el barrio barcelonés del raval ha recobrado protagonismo al prestigioso político norteamericano en Europa. Desde publicaciones producto de los movimientos sociales europeos se ha acusado al Departamento de Defensa Nortamericano de proporcionar esta información al CNI  sin poder probar la veracidad de la misma. La noticia por el momento aún no ha quedado contrastada y parece mantenerse en un segundo plano dentro de la actualidad informática de los medios de masas.